# Gieselau
Die Gieselau ist ein Bach in der Mitte des westlichen Schleswig-Holsteins, im östlichen Dithmarschen. Er ist urkundlich erstmals 1531 als „Gieselowe“ erwähnt. Der Name leitet sich von der germanischen Wurzel *gis- für 'antreiben, bewegt sein' ab.
Die Gieselau hat mehrere Quellbäche. Zwei ihrer Quellbäche heißen Westerau und Bellerbek, die beide ihren Ursprung nördlich von Albersdorf haben. In der Gemeinde Schrum und Welmbüttel entspringende Quellen finden sich im Quellbach, den Neocorus schon um 1600 mit Kellihorn-Scheide-Beek benannt hat, zusammen. Dieser Bachlauf stellte gleichzeitig zwischen Welmbüttel und Schrum die Grenze der beiden Dithmarschen dar (Neocorus Bd. II Seite 267). Dieser Bach heißt später Schrum-Brooks-Beke und wird weiter südlich zur Westerau und schließlich zur Gieselau.
Der Bach wird südlich von Albersdorf auf der Landesstraße 316 (Gieselau-Tal) überquert. Durch den Bau des Nord-Ostsee-Kanals wurde sein südlich von Lexfähre liegender natürlicher Zulauf zur Eider abgetrennt. Erst mit dem Bau des Gieselau-Kanals wird die „alte Verbindung“ neben dem Originalbett der Gieselau wiederhergestellt.
Er ist unter anderem Laichgewässer für Meerforellen. Das Gieselau-Tal in der hügeligen Geestlandschaft, der so genannten Dithmarscher Schweiz, wurde in den letzten Jahrzehnten renaturiert und ist heute ein Landschaftsschutzgebiet. Im Juni 2004 wurde das  NATURA 2000-Schutzgebiet FFH-Gebiet Gieselautal gegründet. Das Tal gehört zum Gelände des Archäologisch-Ökologischen Zentrums in Albersdorf.
Nicht zu verwechseln ist die Gieselau mit dem Gieselau-Kanal, der die Verbindung zwischen Eider und Nord-Ostsee-Kanal darstellt und auch durch die Schleuse Gieselau bekannt ist.